# Watercivetkat
De watercivetkat (Genetta piscivora) is een roofdier uit de familie van de civetkatachtigen (Viverridae).  

## Kenmerken
Ze hebben een lengte van 78-91 cm en wegen ongeveer 1430-1500 gram. Van de voortplanting is weinig bekend.

## Verspreiding
Deze soort is endemisch in de noordoostelijke Congolese laaglandbossen in Centraal-Afrika, en komt nog voor in het Nationaal park Maiko.